# Trần Nguyên Trác
Trần Nguyên Trác (tiếng Trung: 陳元晫; 1319 – 1370), là một tông thất hoàng gia Đại Việt thời nhà Trần trong lịch sử Việt Nam.

## Thân thế
Trần Nguyên Trác là Hoàng thứ tử, con trai thứ hai của vua Trần Minh Tông, sinh vào mùa đông tháng 11 (âl) năm Kỷ Mùi (1319), sau anh cả Trần Vượng 7 tháng. Vì Lệ Thánh hoàng hậu khi đó chưa có con trai, nên cả Trần Vượng và Trần Nguyên Trác đều là con thứ. Mẹ của Trần Nguyên Trác là Triều Môn Thứ phi, không rõ họ tên.

## Cuộc đời
Tháng 3 (âl) năm Mậu Thìn (1328), sau khi Huệ Vũ vương Trần Quốc Chẩn (cha của Lệ Thánh Hoàng hậu) bị lật đổ, Trần Minh Tông mới lấy Trần Vượng làm Hoàng thái tử, cho ở Đông cung, cũng phong Trần Nguyên Trác tước Cung Tĩnh đại vương. Đến tháng 2 (âl) năm Kỷ Tỵ (1329) thì Trần Vượng được Minh Tông nhường ngôi, tức Trần Hiến Tông.
Tháng 10 (âl) năm Mậu Dần (1338), khi tròn 20 tuổi, Cung Tĩnh vương được phép tham dự triều chính, quan phong tới chức Thái úy.
Tháng 8 (âl) năm Tân Tỵ (1341), Trần Hiến Tông băng hà, Thượng hoàng Minh Tông lấy con út thuộc dòng đích là Trần Hạo, khi ấy mới 6 tuổi, lên làm vua, tức Trần Dụ Tông. Thứ phi cho rằng Nguyên Trác là Hoàng thứ tử đáng lẽ ra phải được lên ngôi vua, nên thành ra căm giận. Thứ phi mua một con cá bống, cho nuốt bùa chú trù yểm ba người con đẻ của Hiến Từ thái hậu (tức Lệ Thánh hoàng hậu) là Trần Dụ Tông, Cung Túc vương, công chúa Thiên Ninh, rồi thả vào giếng Nghiêm Quang thuộc Bắc cung. Sau đó, một người lính canh bắt được con cá và phát hiện ra bùa chú, tâu lên Thượng hoàng. Thượng hoàng lo sợ, ra lệnh bắt hết cung nhân, bà mụ, thị tì ra để tra hỏi. Nhưng Thái hậu sợ có người bị oan, mới cho hỏi lính gác cổng, thì biết được việc này là do Thứ phi làm. Thượng hoàng định cho người tra xét nhưng Thái hậu lại xin tha cho.
Tháng 6 (âl) năm Quý Tị (1353), Cung Tĩnh vương Trần Nguyên Trác được thăng Tả tướng quốc (Hữu tướng quốc là Cung Định vương Trần Phủ).
Tháng 2 (âl) năm Đinh Dậu (1357), Thượng hoàng Minh Tông băng, vua Dụ Tông chính thức nắm quyền. Tướng quân Trần Tông Hoắc đem sự việc cá bống tấu lên vua, khiến Cung Tĩnh vương suýt nữa bị tội. May nhờ Thái hậu tận lực cứu giúp mới được miễn.
Tháng 5 (âl) năm Kỷ Dậu (1369), Trần Dụ Tông băng, con trai của Cung Túc vương là Trần Nhật Lễ lên ngôi vua. Tháng 8 (âl), Nhật Lễ lấy Trần Nguyên Trác làm Thượng tướng quốc, Thái tể. Nhật Lễ định đổi sang họ Dương, lại cho người sát hại Hiến Từ thái hậu, khiến các tông thất thất vọng.
Ngày 20 tháng 9 (âl) năm Canh Tuất (1370), Cung Tĩnh vương Nguyên Trác cùng con trai Trần Nguyên Tiết và hai con của công chúa Thiên Ninh dẫn người vào thành giết Nhật Lễ, nhưng lại để Nhật Lễ trốn thoát. Rạng sáng hôm sau, Nhật Lễ cho người bắt giữ rồi giết hại 18 người chủ mưu, bao gồm cha con Cung Tĩnh vương.

## Nhận xét
- Ngô Sĩ Liên: Nhật Lễ tiếm ngôi trời, là người tôn thất nhà Trần lẽ nào lại có thể điềm nhiên ngồi nhìn để cho xã tắc dời sang họ khác? Lúc Nhật Lễ đang có tội giết thái hậu, tiếc rằng các đại thần tôn thất không biết kể tội và giết đi, mà mưu chước vụng về, lại bị nó giết hại. Đáng thương thay.[15]

## Gia đình
- Con trai: Trần Nguyên Tiết (陳元偰)[15]
- Trần Nguyên Đĩnh .Trong Đại Việt Sử Ký Toàn Thư (Bản trọn bộ in theo nội dung bản in Đại Việt sử ký toàn thư của Nhà xuất bản Khoa học và Xã hội năm 1971- 1972) Trang 525 có đoạn ghi rằng "... Con Thái tể Nguyên Trác là Nhân Tĩnh vương Nguyên Đĩnh làm Tư Đồ..."